# 九八式二十粍高射機関砲
九八式高射機関砲（98しきこうしゃきかんほう）とは、1938年（昭和13年）に日本陸軍が開発した口径20mmの高射機関砲。フランスのオチキス（Hotchkiss）社製の機関砲を基に開発された。九八式高などとも呼称された。

## 開発前史
第一次世界大戦で急速な発達を遂げた航空機に対処するため、陸軍では対空火器の開発が進められた。軍は低空で飛行する航空機に対処する為に小口径で発射速度の高い高射機関砲が必要だと認識し、昭和初期より低高度防空用の野戦高射火器として口径13ミリ級の機関砲・中高度防空及び対地攻撃用の陣地高射火器として口径37ミリ級の機関砲の整備を進めた。
この過程で車載機関砲である九二式車載十三粍機関砲用の三脚架が開発され、野戦での高射が可能になった。また1933年（昭和8年）には本格的な対空火器としてホ式十三粍高射機関砲が準制式化された。発射速度の高いホ式は低高度を飛行する敵機にとっては脅威と成り得る兵器であった。
1931年（昭和6年）の満州事変を経て大陸では緊張が高まることとなったが、この時期の航空機に対する攻撃は高射砲によるものを除けば主として歩兵用の重機関銃を対空高射架（銃架）に載せて、あるいは軽機関銃を高射姿勢に構え射撃する事で対処していた。しかし航空機の急激な発達、更に陸上における装甲車両の発達を受けて陸軍は対空・対地両用の野戦高射火器を求めた。以後、陸軍における20ミリ高射火器の開発史を述べることとする。

## 審査経緯
陸軍技術本部は1932年（昭和7年）6月に審査会議を開き、各方面の意見を集めて必要な火器の調査を行なった。この件は6月13日の審査会議を経て同月30日の軍需審査会で可決され、昭和8年9月14日陸密第456号において以下のように研究方針が決定された。
- 野戦における対空・対戦車射撃を主任務とする。
- 高度2,000m以下の航空機に対して効力を有する。
- 被牽引・繋駕・駄載の各種運動様式について研究する。
- 性能諸元は初速900m/s・重量450kg（前車のみ）/750kg（後車とも）・高低射界-5～+85度・方向射界360度。
- 主要構造は三脚式砲架・ガス式自動連発・鼓状弾倉（ドラム弾倉）・光学照準器の使用など。

開発は銅金義一中佐を中心に東京陸軍造兵廠で行なわれた。銅金中佐はオチキス式の機関砲が最適と判断し、新型機関砲はホ社の機関砲を参考に開発された。第一次試作品は1934年（昭和9年）1月に完成し、同月から6月にかけて機能試験・命中試験・陸軍歩兵学校及び陸軍騎兵学校試験・運行試験を一通り行った結果改修を要する点が認められた。第二次試作品は同年9月に完成したが、なお修正を要する点が見られた。第二次試作品を改修した二型は試製九四式野戦二十粍機関砲とも呼ばれ、同年11月に完成した8門は各種試験に用いられることとなった。試製九四式高は15発入りの鼓状弾倉を使用し、また三脚や照準具・撃発機など各部の構造が後の九八式とは異なっている。
1936年（昭和11年）6月には歩騎兵学校に委託しての実用試験を行い、それぞれの立場からの意見を得た。騎兵側からは1,000m以上の命中精度向上・車上射撃の簡易化・射撃準備時間の短縮といった点が挙げられ、改修に際しては平射能力を犠牲にすることもやむを得ないとの判決を得た。一方で歩兵側からは平射砲架の開発は不必要であるとの意見があり、試製砲については若干の改修と高性能な対空観測具との併用により概ね実用に値し得るとの判決を得た。同年8月には陸軍野戦砲兵学校に委託して実用試験を行った。試験では若干の改修により直距離1,000m以下の中･近距離高射火器として概ね実用に値し、また対戦車用としても精度は十分であると認められた。ただし野戦火器としては頻繁に行うと予想される車上射撃を考慮する必要があり、また駄載用としては大幅な改修を要するとされた。
昭和11年11月には自動車に積載しての運行及び射撃試験が実施され、同年12月には騎兵学校において自動貨車搭載型の実用試験が実施された。この試験では騎兵に常時随伴可能な運動性を付与するには車体を装軌式のものにすべきとされた。また同年末から翌年にかけて試作型（この時点では試製九七式二十粍機関砲と呼称された）が満州における昭和11年度北満冬季試験に供試され、低温化での実用試験を実施した。同試験では一部部品の強度向上・歩兵用の安定性増大・騎兵用の運動性向上などの改善点が挙げられ、また作戦地域によっては将来的に機械化が必要となる可能性についても言及された。
ここまで数年の期間に渡って各種試験を実施してきた本砲であったが、1938年（昭和13年）には開発中の試製高射機関砲に対し抜本的な改修が加えられることとなった。改修は初速の増大・各部の強化・曳光榴弾の使用・箱型弾倉の使用・分解結合の容易化・単発射撃の廃止・射手用腰掛の装備など広範囲にわたるものであり、改修した砲に対し試験を実施したところその成績は概ね良好であった。また同時期には本砲を搭載する装軌式の自走式対空砲も完成し、明野陸軍飛行学校で試験を行っている。昭和13年10月には陸軍防空学校に駄載型の試験を委託し、轅棹を使用するよう改修すれば実用に値するとの判決を得た。同年12月には一連の審査の総仕上げとして各種砲架の運行試験が行われた。被牽引型はサスペンションの改修とが必要であり、また被牽引用としては重量不足による安定性の不足が指摘された。輓曳用の運搬車は運行性・放列布置の容易性共に適当であると認められた。半装軌車搭載型も運行性・安定性・車上射撃時の操作性いずれも良好であり車載用として実用に値するとの判決を得た。以上をもって本砲の審査は終了し、1939年（昭和14年）に九八式高射機関砲として制式制定された。なお九八式とは開発年度である皇紀2598年（1938年）のことである。

## 概要

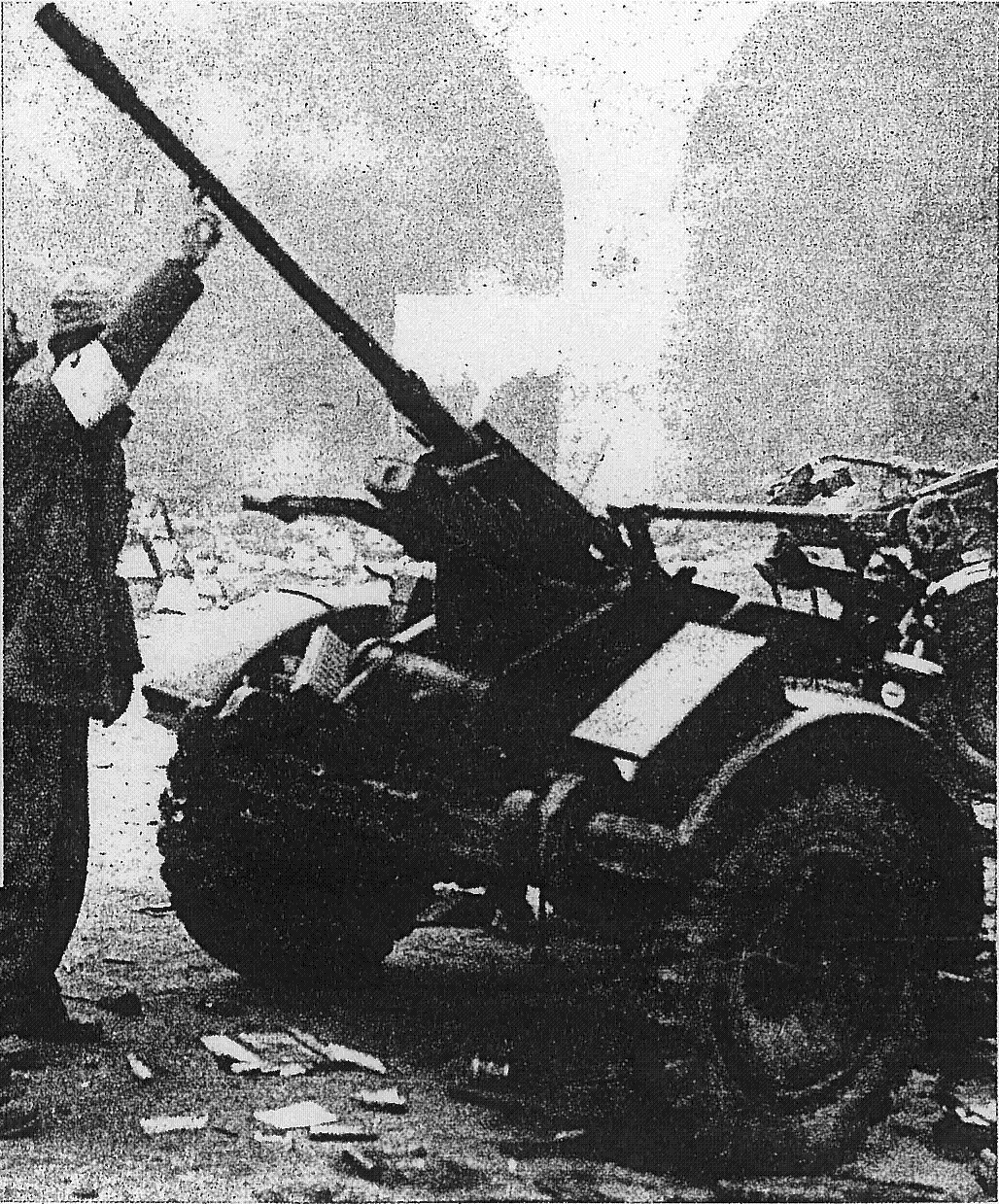
南京戦で鹵獲したラ式二十粍高射機関砲。陸軍は同砲を用いて高射砲隊を編成すると共に、同砲を参考に二式二十粍高射機関砲の砲架を開発した。

九八式高射機関砲は中距離以下の航空機に対して使用する局地防空用の高射火器であり、また開発時期の一般的な装甲車の防御力も鑑みて平射による対戦車戦闘を行うことも想定されていた。本砲の機構は昭和12年に制式化された九七式自動砲と類似しており、両者は弾薬に互換性がある。作動方式はガス圧利用方式で、弾倉は試製九四式高では15発入りの鼓状弾倉を使用したが九八式高では20発入りの箱型弾倉に改められた。射撃に際しての目標諸元の測定において距離測定用の測遠機が求められるが、機関砲隊用装備として陸軍が整備したものが九四式一米対空測遠機である。九四式測遠機は250～8,000mの測距が可能であり、射撃時には観測手が逐次距離諸元を報告していた。また射手は砲に付属する照準具により必要な照準動作を行うが、迅速な射撃を行うために簡易な環式照準器をつけた例も存在した。
本砲は野戦高射火器として種々の兵科と共同して任務に当たれるように開発段階でさまざまな運動方式が試験された。駄載型は砲を砲身・揺架・小架・砲脚・架筒・車輪の6つの部位に分解して馬に積載し、別に弾薬馬と観測馬を付けて運行する形式である。また轅棹を用いて馬一頭もしくは人力で輓曳することも可能であった。輓曳型は運行時に砲を運搬車に搭載し、別に前車を付けて馬二頭で曳く形式である。両者は共に整備されたが、駄載型は1944年（昭和19年）半ばには調達が打ち切られている。
また本砲は開発の早い段階から自走化が構想されており、自動貨車搭載型・半装軌車搭載型・装軌車搭載型の3種について研究が行われた。自動貨車搭載はホ式高射機関砲でも試験された方式であり、1940年（昭和15年）5月には富津試験場において本砲の空包の制式試験と合わせて九四式六輪自動貨車に積載しての車上射撃試験が行われた。試験では射手が未だ本砲の扱いに習熟していないため誤差があると前置きしつつ、射撃精度は地上射撃に比べて支棹を使用する場合で2割、使用しない場合4割ほどの低下が見られるとしている。また車台に使用する車種としては1940年（昭和15年）に日産自動貨車、1941年（昭和16年）にトヨタ自動貨車について本砲搭載型の整備が命じられた。自動貨車搭載型は自走型で唯一整備が行われた方式である。
半装軌車搭載型は車台に九八式牽引自動貨車を使用する型式である。前述のように試験では良好な成績を収めたものの整備には至らなかった。装軌車搭載型は車台に九七式軽装甲車を用いるものであり、キト車として試験が行われた。装軌型そのものは有効な方式として認識されたもののキト車そのものは車台の小ささなどから採用されることはなかった。後年には車台に九八式軽戦車を使用し、搭載砲も砲架を改修した試製ホキ砲II型を用いるタセ車・同じく車台に九八式軽戦車を使用し、搭載砲に本砲の派生型である二式二十粍高射機関砲を連装化した双連二十粍高射機関砲の車載型（ソキ砲II型と呼称された）を使用するソキ車がそれぞれ研究されたものの採用に至らず、装軌車搭載型が実際に整備されることはなかった。
大戦中に陸軍は種々の20ミリ高射機関砲を研究したが、それらはいずれも本砲の派生型という形で開発された。二式二十粍高射機関砲は日中戦争初期に大陸で鹵獲したドイツ製ラ式二十粍高射機関砲（2cm Flak30）を参考に新式の砲架を開発したもので、弾倉も15発入りのものに変更された。同砲はケキ砲とも呼称され、機械牽引型をケキ砲I型・多連型をケキ砲II型・1943年（昭和18年）頃に構想されていた装軌車搭載型をケキ砲III型と称した。このうち多連型である二式多連二十粍高射機関砲とはケキ砲を電動式に改修し、電源車を用いてケキ砲6門と指揮装置を結ぶことで指揮装置に配置された照準手のハンドル操作により6門の砲が一斉に作動し、射撃も指揮装置から行えるという画期的な防空用システムである。同砲は昭和19年に制定されたものの16組が製造されたのみであり、東京・八幡・南方に配備されたに留まった。
20ミリ機関砲の双連化については昭和17年4月のドーリットル空襲を受けてにわかに本土防空体制の充実についての認識が高まったことでその必要性が認められ、同年11月軍需審議委員会で高射機関砲の双連式と自走式の整備が決定された。開発はケキ砲を双連化する形で行われ、双連二十粍高射機関砲として完成した。同砲はソキ砲とも呼称され、機械牽引型をソキ砲I型・前述のソキ車搭載型をソキ砲II型と称した。また昭和19年には双連型を専用の基筒上に載せた四式基筒双連二十粍高射機関砲が開発された。本砲は地上固定式及び船載式高射火器として製造が中止された九八式高の駄載型及び車載型に替わり昭和19年から小倉造兵廠及び日立製作所で終戦までに500門以上が製造され、1945年（昭和20年）度火砲調達計画では1,500門を製造する計画であった。また九八式高の船載型である九八式高射機関砲（特）も同時期に170門が製造されている。

## 運用

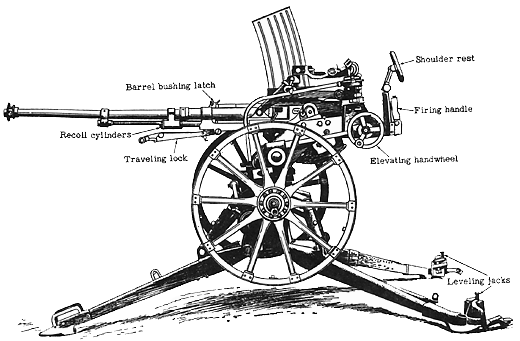
アメリカ陸軍の野戦マニュアルに掲載された九八式高射機関砲の図。

九八式高射機関砲が開発された昭和13年当時、陸軍が有する高射機関砲部隊は野戦機関砲中隊13個のみであった。日中戦争初期の戦闘において中国側はマドセン式二十粍高射機関砲・ブレダ式二十粍高射機関砲・ラ式二十粍高射機関砲・ラ式三十七粍高射機関砲（3.7cm Flak18）など数種の高射機関砲を諸外国から輸入して実戦に用いており、対空戦闘や対地戦闘に用いていた。これらの中には日本側に鹵獲され、ラ式二十高やラ式三十七高のように陸軍の火砲開発のサンプルになった例も存在する。
九八式高が初めて実戦に用いられたのは昭和14年のノモンハン事件であり、ここでは当初の開発目的通りに対空戦闘のほか徹甲弾を用いての対戦車戦闘でも戦果を挙げた。また高射砲第一連隊の高射機関砲中隊も当初はラ式二十高を装備していたが、昭和15年に九八式高が配備された。本砲は機関砲中隊、機関砲大隊、機関砲隊、飛行場大隊、船舶部隊などに配備され、太平洋戦争（大東亜戦争）における陸軍の主力高射機関砲として使用され続けた。主な編成は本砲4～6門を装備する機関砲中隊であり、機関砲大隊は高射師団内に存在しただけであった。終戦時には機関砲大隊12・独立機関砲大隊1・独立機関砲中隊61・野戦機関砲中隊67・特設機関砲隊69といった高射機関砲部隊が存在していた。このうち「特設機関砲隊」とは、戦争末期に陸軍の高射機関砲の不足を補うために海軍から移管された高角機銃を主装備として編成された部隊である。初期に於いて20ミリという口径は対空兵器としてある程度効果があり、また対空用途だけでなく装甲車両相手にも有効だったが、戦争が進み航空機がよりいっそう発達した時点では威力不足となっていた。
口径37～40ミリ級の高射機関砲については大正15年の兵器研究方針で口径37ミリの機関砲の研究開始が決定し、昭和初期より対空・対地兼用の陣地火器として37ミリ機関砲の開発を進めた。試製砲は昭和8年と昭和10年にそれぞれ完成し、試製九四式三十七粍機関砲の名称で改修を加えつつ各種試験に供されたものの連発機構の不具合はなかなか解決できなかった。昭和12年には本砲に対しても野戦での運用を可能にするために移動性が求められることとなり、有効射程については20ミリ機関砲を上回る高度3,000m・発射速度は毎分110発という性能要求が付加された。
一方で陸軍は日中戦争初期の戦いで中国軍が運用していた各種高射機関砲の1つとしてラ式三十七粍高射機関砲を鹵獲した。またドイツ系の商社であるイリス商会から輸入という形で入手したラ式三十七高も存在し、明野学校で試験を実施している。短期間の試験では完全な調査を行うには不十分であったが、それでもなお本砲の性能は優秀であり十分実用に値すると認められた。またドイツから兵器を購入することで関係が強化されるとともに日本としても技術的に得る部分は多く、技術本部はラ式三十七高の購入が必要であると判断した。こうして1941年（昭和16年）にドイツから10門を入手して試験を実施し、合わせて1940年（昭和15年）から設計を行なっていた国産の試製三十七粍高射機関砲の開発も進めた。国産37ミリ機関砲は1943年（昭和18年）に一式三十七粍高射機関砲として30門の製造が命じられているが、民間に製造を依頼した部品の供給が不十分であったために実際に製造された数はごくわずかであった。またドーリットル隊による本土空襲を受けて三十七高の自走型や双連型・多連型の整備が命じられて製造命令が出されるに至ったものの、最終的にこれらの整備は中止された。
また太平洋戦争初期の香港・マレー半島でイギリス軍からボ式四十粍高射機関砲を鹵獲し、小倉陸軍造兵廠で同砲の国産化を試みたものの昭和20年5月に五式四十粍高射機関砲として2門が製造されるに留まった。ボ式四十高は海軍でも国産化に乗り出し、終戦までに横須賀海軍工廠で15基、豊川海軍工廠で20基を製造したと言われる。これら大口径機関砲の国産においては発条（ばね）の製造能力がネックになっていたと言われる。

## 派生型
駄載型
6つに分解し駄載して運行するもの。昭和19年ごろに製造中止。
輓曳型
運搬車に搭載し、前車を付けて馬2頭で輓曳するもの。
自動貨車搭載型
自動貨車の荷台に本砲を搭載するもの。
車台は九四式六輪自動貨車・日産自動貨車・トヨタ自動貨車など。自走型として唯一整備された。
半装軌車搭載型
半装軌車の荷台に本砲を搭載するもの。
車台は九八式牽引自動貨車を使用。整備されず。
装軌車搭載型
以下の3種が研究されたものの整備されず。
九七式軽装甲車を車台に使用し、本砲を搭載したキト車。
九八式軽戦車を車台に使用し、試製ホキ砲I型の砲架を改修した試製ホキ砲II型を搭載したタセ車。
同じく九八式軽戦車の車台を使用し、ソキ砲I型の車載型であるソキ砲II型を搭載したソキ車。
試製ホキ砲I型
固定砲座式とした本砲の発展型。設計のみ。
二式二十粍高射機関砲
ラ式二十高の高射架を参考に開発された本砲の発展型。
砲架が新型になり、弾倉が15発入りのものに変更。機械牽引式をケキ砲I型と称した。
二式多連二十粍高射機関砲
二式高射機関砲6門を専用の高射指揮装置に接続し、艦載砲のように電動によって自動的に連動させて目標を追尾できるようにしたもの。ケキ砲II型と称した。
昭和19年に制式化されたものの機構が複雑で、また調達価格が高く16組が製造配備されたに過ぎなかった。
双連二十粍高射機関砲
二式二十粍高射機関砲の連装型で、機械牽引式をソキ砲I型と称した（ソキ砲…双連機関砲）。
四式基筒双連二十粍高射機関砲
ソキ砲を専用の基筒に取り付けた陣地固定及び船載型。ソキ砲IV型と称した。
製造が中止された駄載型及び車載型に替わり昭和19年から500門以上を製造。
九八式高射機関砲（特）
船載型。ソキ砲IV型と同じく昭和19年から170門を製造。

## その他
2007年（平成19年）6月に東京国際空港新国際線ターミナルの造成工事現場から旧日本軍が使用していたと思われる高射機関砲が発掘され、報道陣に公開された。発掘された砲は砲架の形状や電動装置などから二式多連二十粍高射機関砲と見られており、また同地からは多連機関砲用と思われる指揮装置の一部や電源用のリール・四式基筒双連二十粍高射機関砲・旧日本海軍の九六式二十五粍高角機銃などが発見されている。詳細は外部リンクを参照。